# Житни
Житните (Poaceae, Gramineae) са семейство едносемеделни растения, от разред Poales. Съществуват около 700 рода с над 10 000 вида по цялата Земя. Това са предимно тревисти растения. Някои са културни растения, използвани за стопански цели.

## Описание
Стъблата са тънки, кухи, цилиндрични, разделени на възли и междувъзлия. Стъблата се разклоняват в основата си близо до почвата (братене). Кореновата система е осева. Листата са тънки, дълги, прости, с успоредно жилкуване. Прихванати са в основата на възела, което прави стъблото по-здраво. Тази част се нарича листно влагалище. Отстрани има т.нар. езиче, което предотвратява задържането на влага в листното влагалище и последващото гниене.
Цветовете са дребни и силно изменени. Състоят се от 3 тичинки и 1 плодник. Рядко са еднополови, повечето пъти двуполови, като в основата имат т.нар. плевица, а често плевиците образуват осил. Цветовете са събрани в съцветие, наричано „метлица“ или „клас“.
При царевицата се наблюдава еднополовост при съцветието. Мъжките цветове са на върха, а по стъблото са разположени женските – кочани.
Плодът е зърно.

## Класификация
Семейство житни е разделено на 12 подсемейства, включващи 759 рода и 11 554 вида.
- Подсемейство Anomochlooideae
- Подсемейство Aristidoideae
- Подсемейство Тръстикови (Arundinoideae)
- Подсемейство Бамбукови (Bambusoideae)
- Подсемейство Chloridoideae
- Подсемейство Danthonioideae
- Подсемейство Micrairoideae
- Подсемейство Оризови (Oryzoideae)
- Подсемейство Просови (Panicoideae)
- Подсемейство Pharoideae
- Подсемейство Pooideae
- Подсемейство Puelioideae